# هیدرنژنول
هیدرنژنول (به انگلیسی: Hydrangenol) با فرمول شیمیایی C۱۵H۱۲O۴ یک ترکیب شیمیایی با شناسه پاب‌کم ۱۱۹۱۹۹ است. که جرم مولی آن ۲۵۶٫۲۵ g/mol می‌باشد. 